# マニフィカートの聖母
『マニフィカートの聖母』（マニフィカートのせいぼ、伊: Madonna del Magnificat）は、イタリアのルネサンス期の巨匠、サンドロ・ボッティチェッリによる円形（トンド）の絵画である。作品はまた、『5人の天使のいる聖母子』とも呼ばれる。聖母マリアが右手で「マニフィカート」と書き、ザクロを左手にし、2人の天使がマリアの膝の上の幼子イエス・キリストを戴冠しているのが見える。作品は現在、フィレンツェのウフィツィ美術館に所蔵されている。

## 歴史
絵画の来歴は不明であるが、ウフィツィ美術館により1784年に個人のコレクションから取得された。作品は、ピエトロ・レオポルト大公によって廃止された多くの修道院の1つに由来しているのかもしれない。本作の何点かの複製がルーヴル美術館、ニューヨークのモルガン・ライブラリーなどにある。ルーヴル美術館の複製では、聖母を戴冠する左端の天使が取り除かれ、左側の3人のうち最も背の高い天使が翼を大きく広げる余地が残されている。

## 概要
この作品は、2人の天使が戴冠した聖母マリア、流れるブロンドの髪を覆う薄いベール、肩に掛けられたビザンチン様式のスカーフを描いている。マリアは本の右側のページに「マニフィカート」の語の冒頭部分を書いている。左側のページはベネディクトゥス一部である。マリアが「マニフィカート」と書き込んでいる傍らで、幼いイエスはマリアの手を導きつつ、澄んだ青い空、またはおそらく母親を見上げ、そっと視線を戻す。マリアは左手にはザクロを持っている。人物は明るく穏やかな風景の前に置かれ、上縁部は天と地の間の隔たりを成している。左側では、3人の天使が「マニフィカート」の周りに集っており、お互いに深い内容の会話をしているように見える。
「マニフィカート」は「聖母マリアの歌」としても知られているカンティクム (讃美歌) で、ルカによる福音書（1：46-55）から引用されている。この説話では、マリアは洗礼者ヨハネを身ごもっている姉のエリザベトを訪ねている。ヨハネがエリザベトの子宮の中で動くとき、マリアはエリザベトの信仰を称賛する。ザカリアの歌としても知られるベネディクトゥスは、ルカの福音書（1：68-79 ）から取られた別のカンティクムであり、息子の洗礼者ヨハネの割礼中にザカリアが口ずさんだ歌であった。

多くの美術史家は、マリアはピエロ・デ・メディチの妻、ルクレツィア・トルナブオーニで、本を持っている2人の天使は息子のロレンツォとジュリアーノの肖像画であると考えられると議論している。『画家・彫刻家・建築家列伝』の中で、ヴァザーリは次のように述べている。
コジモ1世のクローク・ルームには、2人の非常に美しい横顔の女性頭部像があり、1つはロレンツォの兄弟でジュリアーノ・デ・メディチの愛人の肖像画であると言われている。もう1つは、ロレンツォの妻、マドンナ・ルクレツィア・トルナブオーニのものである。
ただし、この肖像画を『マニフィカートの聖母』として明確に特定化するだけの信頼できる情報源はないため、この仮説はほとんど無視されている。聖母のモデルは不明であり、ボッティチェッリが生涯を通して描いた多くの一般的な聖母の人物の1つなのかもしれない。

## 女性作者としての聖母
従来、聖母は作者ではなく読者として描かれていたが、本作でボッティチェッリは聖母を作者として描いている。一般的なヒューマニズムの修辞学に従うなら、読書から執筆へと移行されていることには多くの疑問が提起される。伝統的に「マニフィカート」は書かれた文書ではなく、マリアによる演説であると信じられていた。しかし、この作者としての聖母の描写は、「不可能を表す修辞学 (描写)」を採用しているのかもしれない。女性のリテラシーと文章を構成する能力は「奇跡 (不可能)」であるという概念がある。他のどんな女性も、聖母を聖母たらしめる要素を得る能力を持っていない。キリスト教の環境で聖書を信じるすべての人から高く評価されている、処女で高貴な人物であるのが聖母である。一見、本作は当時のヒューマニストの女性作家や学者についてのフェミニストの声明のように見えるかもしれないが、女性のリテラシーへの運動とは関係なく、「不可能を表す修辞学」を使用している、裏返しの聖母への称賛であると分析することができる。ボッティチェッリは女性作家として聖母の立場をさらに強化し、母親としての役割と作家としての役割を並置している。聖母は幼子イエスを優しく世話する母として描かれると同時に、作家として前述の「不可能を表す修辞学」が例示されている。

## ボッティチェッリの聖母

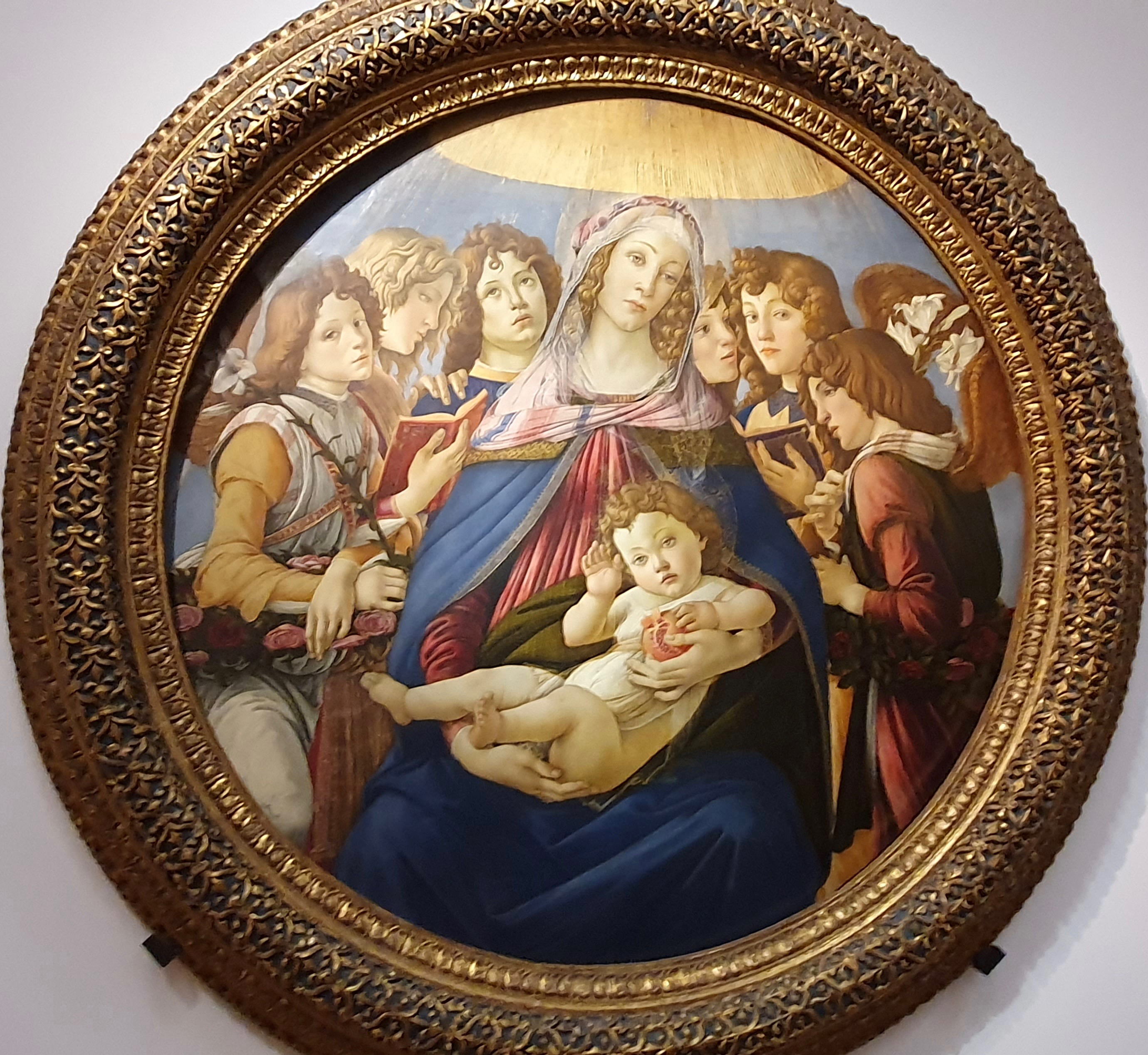
『ザクロの聖母』、1487年頃、板上にテンペラ、ウフィツィ美術館 (フィレンツェ)

ボッティチェッリが芸術的な様式の変化ではなく、作品の主題によって特徴づけられる、3つの異なる時期を経たことは広く認められている。これらの3つの時期のうち最初の時期に、画家は絵画全体を通して非常に穏やかで平均的な感情表現を維持したが、それは適切に「メディチの時期」と見なされている。この時期に、ボッティチェッリは別の大型の円形画、『ザクロの聖母』を含むいくつかの聖母像を描いた。それぞれは本質的に究極の母性を表したものであり、聖母の穏やかな母親としての愛は、彼女自身と幼子イエスとの間の優しい情感によって強調されることになった。ボッティチェッリは、自身の女性像、特に聖母を類まれな淡い色の磁器のような顔として描き、鼻、頬、口を淡いピンク色にして描いたことで有名である。ボッティチェッリの芸術のこの時期は、宮廷絵画に通常見られる特徴の組み合わせと、古典作品の研究から学んだ要素によって特徴づけられたものである。ボッティチェッリは、これらの準宮廷絵画の古典的な優雅さと、当時のフィレンツェの服装を併用している。
『ザクロの聖母』のように、本作の聖母は左手にザクロを持っている。本作に見られるザクロに関して決定的な議論は存在しないが、『ザクロの聖母』に見られるザクロは、解剖学的に正確な人間の心臓を表しているという議論が存在している。ザクロは、ペルセポネと、春に彼女が地球へ帰還することを象徴するものであるという異教の神話以降、芸術創造の時代を通してずっと象徴的に使用されてきた。キリスト教の導入により、この象徴としてのザクロは不死とキリストの復活を表すように進化した。さらに、その多くの種子のためにザクロはまた、出産の象徴にもなりうる。ザクロは、ルネサンス美術ではイエスの苦しみと復活の充実を表すためによく使用される。一部の専門家は、ザクロと心臓の解剖学的類似性に注目している。これは、イエスが肉体の形で経験した苦しみをさらに強調するものなのかもしれない。この類似性は、『マニフィカートの聖母』にも見られるが、ザクロの位置はキリストの心臓の下にある。一方、『ザクロの聖母』ではザクロの位置はキリストの心臓の真上にある。